# Коржавин, Фёдор Иванович
Фёдор Ива́нович Коржа́вин (21 апреля 1902, Архангельский уезд, Архангельская губерния — 25 августа 1992, Сочи, Краснодарский край) — старший сержант Рабоче-крестьянской Красной Армии, участник Великой Отечественной войны, Герой Советского Союза (1945).

## Биография
Фёдор Коржавин родился 21 апреля 1902 года в деревне Нижнее Ладино Архангельского уезда Архангельской губернии (ныне Приморского района Архангельской области). Получил среднее образование. В 1921—1922 годах служил в Рабоче-крестьянской Красной Армии, участвовал в боях Гражданской войны. Демобилизовавшись, жил в Архангельске, работал на местном лесозаводе. Окончил совпартшколу, после чего работал редактором многотиражной газеты Архангельского бумажного комбината. Участвовал в экспедиции по исследованию Северного морского пути. В декабре 1941 года Коржавин повторно был призван в армию. С января 1942 года — на фронтах Великой Отечественной войны. К июлю 1944 года старший сержант Фёдор Коржавин был телефонистом 410-го артиллерийского полка 134-й стрелковой дивизии 69-й армии 1-го Белорусского фронта. Отличился во время освобождения Польши.
29 июля 1944 года Коржавин в составе передового отряда переправился через Вислу в районе города Пулавы, проложил по его дну телефонный кабель, установив связь между артиллерийской батареей и наблюдательным пунктом командования полка. За два дня боёв ему 12 раз пришлось переправляться через Вислу, прокладывая новые кабели связи и устраняя повреждения на старых.
Указом Президиума Верховного Совета СССР от 21 февраля 1945 года старший сержант Фёдор Коржавин был удостоен высокого звания Героя Советского Союза с вручением ордена Ленина и медали «Золотая Звезда».
После окончания войны Коржавин был демобилизован. Вернулся в Архангельск, работал на бумажном комбинате. Позднее переехал в Сочи. 
Умер, похоронен на Старом кладбище Сочи.
Был также награждён орденами Отечественной войны 1-й и 2-й степеней, Красной Звезды, рядом медалей.

## Награды
- Медаль «Золотая Звезда» Героя Советского Союза (№ 3097).
- Орден Ленина № 16636 (21.02.1945).
- Орден Отечественной войны 1-й степени (11.03.1985).
- Орден Отечественной войны 2-й степени (28.02.1945).
- Орден Красной Звезды (2.08.1944).
- Медаль «За отвагу» (26.11.1943).
- Медаль «За победу над Германией в Великой Отечественной войне 1941—1945 гг.».